# Grand Prix Formule 1 van Maleisië 2013
De Grand Prix Formule 1 van Maleisië 2013 werd gehouden op 24 maart 2013 op het Sepang International Circuit. Het was de tweede race van het kampioenschap.

## Wedstrijdverslag

### Achtergrond

#### DRS-systeem
Voor het DRS-systeem worden twee detectiepunten en twee DRS-zones gebruikt. Het eerste detectiepunt ligt bij de ingang van de dertiende bocht, waarna coureurs die binnen een seconde van hun voorganger rijden op het rechte stuk tussen de bochten 14 en 15 hun achtervleugel open mogen zetten. Het tweede detectiepunt ligt in bocht 15, waarna de coureurs op het rechte stuk van start/finish hun achtervleugel mogen openen.

### Kwalificatie
Sebastian Vettel behaalde voor Red Bull Racing zijn tweede pole position op een rij. De Ferrari's van Felipe Massa en Fernando Alonso werden tweede en derde in de kwalificatie. De Mercedes-coureurs Lewis Hamilton en Nico Rosberg kwalificeerden zich respectievelijk als vierde en zesde, met de Red Bull van Mark Webber tussen hen in. Kimi Räikkönen kwalificeerde zich voor Lotus als zevende. De McLarens van Jenson Button en Sergio Pérez werden achtste en tiende, met de Force India van Adrian Sutil tussen hen in.
Na de kwalificatie werd Räikkönen bestraft met drie startplaatsen wegens het ophouden van Rosberg. In plaats van zevende start hij nu als tiende.

### Race
Sebastian Vettel won ook de race met zijn teamgenoot Mark Webber als tweede. Achter hen eindigden de teamgenoten Lewis Hamilton en Nico Rosberg als derde en vierde. Felipe Massa eindigde als vijfde, nadat zijn teamgenoot Fernando Alonso aan het begin van de tweede ronde zijn voorvleugel verloor en uitviel. Romain Grosjean eindigde als zesde, voor zijn teamgenoot Kimi Räikkönen. De overige punten gingen naar Nico Hülkenberg voor Sauber, Sergio Pérez voor McLaren en Jean-Éric Vergne voor Toro Rosso.

## Vrije trainingen
- Er wordt enkel de top 5 weergegeven.

| Vrije training 1 | Pos | No | Coureur          | Constructeur            | Tijd     |
| ---------------- | --- | -- | ---------------- | ----------------------- | -------- |
| Vrije training 1 | 1   | 2  | Mark Webber      | Red Bull Racing-Renault | 1:36.935 |
| Vrije training 1 | 2   | 7  | Kimi Räikkönen   | Lotus-Renault           | 1:37.003 |
| Vrije training 1 | 3   | 1  | Sebastian Vettel | Red Bull Racing-Renault | 1:37.104 |
| Vrije training 1 | 4   | 3  | Fernando Alonso  | Ferrari                 | 1:37.319 |
| Vrije training 1 | 5   | 9  | Nico Rosberg     | Mercedes                | 1:37.588 |
| Vrije training 2 | Pos | No | Coureur          | Constructeur            | Tijd     |
| Vrije training 2 | 1   | 7  | Kimi Räikkönen   | Lotus-Renault           | 1:36.569 |
| Vrije training 2 | 2   | 1  | Sebastian Vettel | Red Bull Racing-Renault | 1:36.588 |
| Vrije training 2 | 3   | 4  | Felipe Massa     | Ferrari                 | 1:36.661 |
| Vrije training 2 | 4   | 3  | Fernando Alonso  | Ferrari                 | 1:36.985 |
| Vrije training 2 | 5   | 2  | Mark Webber      | Red Bull Racing-Renault | 1:37.026 |
| Vrije training 3 | Pos | No | Coureur          | Constructeur            | Tijd     |
| Vrije training 3 | 1   | 1  | Sebastian Vettel | Red Bull Racing-Renault | 1:36.435 |
| Vrije training 3 | 2   | 10 | Lewis Hamilton   | Mercedes                | 1:36.568 |
| Vrije training 3 | 3   | 15 | Adrian Sutil     | Force India-Mercedes    | 1:36.588 |
| Vrije training 3 | 4   | 2  | Mark Webber      | Red Bull Racing-Renault | 1:36.613 |
| Vrije training 3 | 5   | 7  | Kimi Räikkönen   | Lotus-Renault           | 1:36.806 |

Testcoureurs: geen

## Kwalificatie
| Pos                 | No | Coureur             | Constructeur            | Q1       | Q2        | Q3       | Grid |
| ------------------- | -- | ------------------- | ----------------------- | -------- | --------- | -------- | ---- |
| 1                   | 1  | Sebastian Vettel    | Red Bull Racing-Renault | 1:37.899 | 1:37.245  | 1:49.674 | 1    |
| 2                   | 4  | Felipe Massa        | Ferrari                 | 1:37.712 | 1:36.874  | 1:50.587 | 2    |
| 3                   | 3  | Fernando Alonso     | Ferrari                 | 1:37.314 | 1:36.877  | 1:50.727 | 3    |
| 4                   | 10 | Lewis Hamilton      | Mercedes                | 1:37.513 | 1:36.517  | 1:51.699 | 4    |
| 5                   | 2  | Mark Webber         | Red Bull Racing-Renault | 1:37.619 | 1:36.449  | 1:52.244 | 5    |
| 6                   | 9  | Nico Rosberg        | Mercedes                | 1:37.239 | 1:36.190  | 1:52.519 | 6    |
| 7                   | 7  | Kimi Räikkönen      | Lotus-Renault           | 1:36.959 | 1:36.640  | 1:52.970 | 10   |
| 8                   | 5  | Jenson Button       | McLaren-Mercedes        | 1:37.487 | 1:37.117  | 1:53.175 | 7    |
| 9                   | 15 | Adrian Sutil        | Force India-Mercedes    | 1:36.809 | 1:36.834  | 1:53.439 | 8    |
| 10                  | 6  | Sergio Pérez        | McLaren-Mercedes        | 1:37.702 | 1:37.342  | 1:54.136 | 9    |
| 11                  | 8  | Romain Grosjean     | Lotus-Renault           | 1:37.363 | 1:37.636  |          | 11   |
| 12                  | 11 | Nico Hülkenberg     | Sauber-Ferrari          | 1:37.931 | 1:38.125  |          | 12   |
| 13                  | 19 | Daniel Ricciardo    | STR-Ferrari             | 1:37.722 | 1:38.822  |          | 13   |
| 14                  | 12 | Esteban Gutiérrez   | Sauber-Ferrari          | 1:37.707 | 1:39.221  |          | 14   |
| 15                  | 14 | Paul di Resta       | Force India-Mercedes    | 1:37.493 | 1:44.509  |          | 15   |
| 16                  | 16 | Pastor Maldonado    | Williams-Renault        | 1:37.867 | geen tijd |          | 16   |
| 17                  | 18 | Jean-Éric Vergne    | STR-Ferrari             | 1:38.157 |           |          | 17   |
| 18                  | 17 | Valtteri Bottas     | Williams-Renault        | 1:38.207 |           |          | 18   |
| 19                  | 22 | Jules Bianchi       | Marussia-Cosworth       | 1:38.434 |           |          | 19   |
| 20                  | 20 | Charles Pic         | Caterham-Renault        | 1:39.314 |           |          | 20   |
| 21                  | 23 | Max Chilton         | Marussia-Cosworth       | 1:39.672 |           |          | 21   |
| 22                  | 21 | Giedo van der Garde | Caterham-Renault        | 1:39.932 |           |          | 22   |
| 107% tijd: 1:43.585 |    |                     |                         |          |           |          |      |

## Race
| Pos | No | Coureur             | Constructeur            | Rondes | Tijd/Oorzaak uitval | Grid | Punten |
| --- | -- | ------------------- | ----------------------- | ------ | ------------------- | ---- | ------ |
| 1   | 1  | Sebastian Vettel    | Red Bull Racing-Renault | 56     | 1:38:56.681         | 1    | 25     |
| 2   | 2  | Mark Webber         | Red Bull Racing-Renault | 56     | +4.298              | 5    | 18     |
| 3   | 10 | Lewis Hamilton      | Mercedes                | 56     | +12.181             | 4    | 15     |
| 4   | 9  | Nico Rosberg        | Mercedes                | 56     | +12.640             | 6    | 12     |
| 5   | 4  | Felipe Massa        | Ferrari                 | 56     | +25.648             | 2    | 10     |
| 6   | 8  | Romain Grosjean     | Lotus-Renault           | 56     | +35.564             | 11   | 8      |
| 7   | 7  | Kimi Räikkönen      | Lotus-Renault           | 56     | +48.479             | 10   | 6      |
| 8   | 11 | Nico Hülkenberg     | Sauber-Ferrari          | 56     | +53.044             | 12   | 4      |
| 9   | 6  | Sergio Pérez        | McLaren-Mercedes        | 56     | +1:12.357           | 9    | 2      |
| 10  | 18 | Jean-Éric Vergne    | STR-Ferrari             | 56     | +1:27.124           | 17   | 1      |
| 11  | 17 | Valtteri Bottas     | Williams-Renault        | 56     | +1:28.610           | 18   |        |
| 12  | 12 | Esteban Gutiérrez   | Sauber-Ferrari          | 55     | +1 ronde            | 14   |        |
| 13  | 22 | Jules Bianchi       | Marussia-Cosworth       | 55     | +1 ronde            | 19   |        |
| 14  | 20 | Charles Pic         | Caterham-Renault        | 55     | +1 ronde            | 20   |        |
| 15  | 21 | Giedo van der Garde | Caterham-Renault        | 55     | +1 ronde            | 22   |        |
| 16  | 23 | Max Chilton         | Marussia-Cosworth       | 54     | +2 ronden           | 21   |        |
| 17  | 5  | Jenson Button       | McLaren-Mercedes        | 53     | Ophanging           | 7    |        |
| 18  | 19 | Daniel Ricciardo    | STR-Ferrari             | 51     | Uitlaat             | 13   |        |
| DNF | 16 | Pastor Maldonado    | Williams-Renault        | 45     | Wisselstroomdynamo  | 16   |        |
| DNF | 15 | Adrian Sutil        | Force India-Mercedes    | 27     | Wielmoer            | 8    |        |
| DNF | 14 | Paul di Resta       | Force India-Mercedes    | 22     | Wielmoer            | 15   |        |
| DNF | 3  | Fernando Alonso     | Ferrari                 | 1      | Schade ongeluk      | 3    |        |

## Standen na de Grand Prix
- Er wordt enkel de top 5 weergegeven.

| Positie | Nummer | Rijder           | Team                    | Punten |
| ------- | ------ | ---------------- | ----------------------- | ------ |
| 1 (2)   | 1      | Sebastian Vettel | Red Bull Racing-Renault | 40     |
| 2 (1)   | 7      | Kimi Räikkönen   | Lotus-Renault           | 31     |
| 3 (3)   | 2      | Mark Webber      | Red Bull Racing-Renault | 26     |
| 4 (1)   | 10     | Lewis Hamilton   | Mercedes                | 25     |
| 5 (1)   | 4      | Felipe Massa     | Ferrari                 | 22     |

| Positie | Nummers | Team                    | Rijders                        | Punten |
| ------- | ------- | ----------------------- | ------------------------------ | ------ |
| 1 (2)   | 1 2     | Red Bull Racing-Renault | Sebastian Vettel Mark Webber   | 66     |
| 2 ()    | 7 8     | Lotus-Renault           | Kimi Räikkönen Romain Grosjean | 40     |
| 3 (2)   | 3 4     | Ferrari                 | Fernando Alonso Felipe Massa   | 40     |
| 4 ()    | 9 10    | Mercedes                | Nico Rosberg Lewis Hamilton    | 37     |
| 5 ()    | 14 15   | Force India-Mercedes    | Paul di Resta Adrian Sutil     | 10     |

## Noot
- Dit was de vijftigste podiumplaats voor Lewis Hamilton.
- Sebastian Vettel evenaarde het record van Michael Schumacher van de meeste overwinningen van de Grote Prijs van Maleisië door deze voor de derde keer te winnen (eerdere overwinningen in 2010 en 2011), gevestigd tijdens de Grote Prijs van Maleisië van 2004.